# Lernerkorpora
Lernerkorpora sind große computerisierte Sammlungen von geschriebenen und/oder gesprochenen Texten (Textkorpora), die von Lernern einer Zweit- oder Fremdsprache produziert wurden und mit Hilfe spezieller Software analysiert werden können. Lernerkorpora finden in der Fremdsprachendidaktik Verwendung, um beispielsweise Fehlertypologien bestimmter Sprachlernergruppen zu erstellen, auszuwerten und die Lehrmethoden danach auszurichten. Innerhalb der Korpuslinguistik sind Lernerkorpora eine relativ neue Entwicklung, die ersten Lernerkorpora wurden in den späten 1980er und frühen 1990er Jahren zusammengestellt. 

## Anwendungsgebiete der Lernerkorpusanalyse

### Lernerkorpora in der Forschung im Zweitsprachenerwerb
Der Großteil der Forschung in der Lernerkorpusanalyse war bisher hauptsächlich linguistisch-deskriptiv. In der vergleichenden Analyse des Lerner-Outputs mit den Daten von Muttersprachlern beschäftigt sich die Forschung nun beispielsweise mit folgenden Fragestellungen:
- Welche Lexeme, Phrasen, grammatischen Phänomene oder syntaktischen Strukturen werden von Lernern zu häufig gebraucht (overuse), zu selten gebraucht (underuse), falsch gebraucht (misuse), oder idiosynkratisch verwendet (idiosyncratic use)?[3]
- In welchen Bereichen tendieren Lerner zu einer Vermeidungsstrategie, das heißt wo schöpfen sie die vollen Möglichkeiten der Zielsprache nicht aus?
- In welchen Bereichen verhalten sich Lerner wie Muttersprachler (native-like), in welchen Bereichen nicht?
- Wie lassen sich die Kernbereiche definieren, in denen sich Lerner mit einer gewissen Muttersprache (=L1) nicht native-like verhalten und für die sie spezielle Hilfe brauchen?

Ein zweiter – und in diesem Zusammenhang sehr viel versprechender – Forschungsbereich ist die Analyse und der Vergleich verschiedener Lernerkorpora aus unterschiedlichen Muttersprachen (Contrastive Interlanguage Analysis). Die Forschung in diesem Bereich befasst sich zum Beispiel mit der Frage, inwiefern das L2-Sprechverhalten bzw. das L2-Schreibverhalten von Lernern von ihrer Muttersprache beeinflusst ist. 
Zum einen lassen sich dadurch Probleme, die spezifisch für einen gewissen L1-Hintergrund sind, deutlich besser klassifizieren, und zum anderen bringt der Vergleich von Lernerdaten aus verschiedenen L1-Hintergründen die Probleme zu Tage, die man als generelle Probleme aller Lerner einer gewissen Fremdsprache zusammenfassen kann. So können sich spezifische und problem-sensitive Verbesserungen in der Lehre ableiten lassen. 

### Lernerkorpora im Englischen
Für die englische Sprache eignen sich hierzu insbesondere die unter der Leitung der Université Catholique de Louvain in Zusammenarbeit mit verschiedensten Universitäten weltweit kompilierten und zur sogenannten „Louvain Family of Corpora“ gehörigen vier Korpora: 
- LINDSEI (Louvain International Database of Spoken English Interlanguage)
- ICLE (International Corpus of Learner English)

und die dazugehörigen muttersprachlichen Vergleichskorpora
- LOCNEC (Louvain Corpus of Native English Conversation)

und
- LOCNESS (Louvain Corpus of Native English Essays), jeweils für gesprochenes und geschriebenes Englisch.[6]

### Lernerkorpora im Deutschen
- Für das Deutsche stellt die Humboldt-Universität zu Berlin Falko zur Verfügung – „Ein fehlerannotiertes Lernerkorpus des Deutschen als Fremdsprache“.[7][8]

### Lerner analysieren Lernerkorpora
Das sinnvollste Anwendungsgebiet von Lernerkorpora für Lerner selbst ist die Kombination und der Vergleich von Lernertexten mit muttersprachlichen Texten. Durch solche Szenarien des sogenannten data-driven-learning (Fremdsprachenlernen mithilfe elektronischer Texte oder Werkzeuge) können Lerner in der Rolle als Forscher identifizieren, welche Bereiche besonders problematisch für Lerner mit derselben Muttersprache sind. Wenn der Lerner sich also gezielt typische Fehler bewusst macht, diese selbst in einem Lernerkorpus findet, kann er an ebendiesen arbeiten und dadurch seine Fremdsprachenkompetenz erheblich steigern. Dies mag für Interferenzen genauso gelten wie für idiomatische Wendungen, nicht adäquaten Wortgebrauch etc.

## Implikationen für die Fremdsprachendidaktik
Die Analyse von Lernerkorpora und die genaue Beschreibung verschiedener Ebenen der Lernersprache hat sehr praktische Auswirkungen auf die Fremdsprachendidaktik, da sie Überlegungen über Lehrpläne, Lehrmaterialerstellung und Methodologien im Klassenzimmer einschließt. So sind bis dato Ergebnisse aus Lernerkorpusanalysen in die aktuellen Wörterbücher Longman Dictionary of Contemporary English (LDOCE) (2003) und Cambridge Advanced Learners Dictionary (CALD) (2003) eingeflossen, die beide Anmerkungen zu typischen Lernerfehlern enthalten, die dadurch vermieden werden sollen.